# Топай-Кемельчи
Топа́й-Кемельчи́ (укр. Топай-Кемельчі, крымскотат. Topay Kemelçi, Топай Кемельчи) — исчезнувшее село в Джанкойском районе Республики Крым, располагавшееся в одной из балок — истоков Чатырлыка в степной части Крыма, на крайнем западе района, примерно в 3 км к юго-западу от современного села Абрикосово Первомайского района.

### Динамика численности населения
| - 1805 год — 93 чел. - 1864 год — 72 чел. - 1889 год — 59 чел. | - 1900 год — 95 чел. - 1915 год — 29/67 чел. - 1926 год — 52 чел. |

## История
Первое документальное упоминание села встречается в Камеральном Описании Крыма… 1784 года, судя по которому, в последний период Крымского ханства Кемелчи входил в Четырлыкский кадылык Перекопского каймаканства. После присоединения Крыма к России (8) 19 апреля 1783 года, (8) 19 февраля 1784 года, именным указом Екатерины II сенату, на территории бывшего Крымского Ханства была образована Таврическая область и деревни были приписаны к Перекопскому уезду. После Павловских реформ, с 1796 по 1802 год, входили в Перекопский уезд Новороссийской губернии. По новому административному делению, после создания 8 (20) октября 1802 года Таврической губернии, Кемельчи был включён в состав Бозгозской волости Перекопского уезда.
По Ведомости о всех селениях, в Перекопском уезде состоящих… 1805 года в деревне Кемельчи числилось 12 дворов и 93 жителя, исключительно крымских татар.
На военно-топографической картегенерал-майора Мухина 1817 года деревня Топай кеменчи обозначена с 11 дворами. После реформы волостного деления 1829 года Тотай Кемельчи, согласно «Ведомости о казённых волостях Таврической губернии 1829 года» отнесли к Эльвигазанской волости (переименованной из Бозгозской). Затем, видимо, в результате эмиграции крымских татар, деревня заметно опустела и на карте 1836 года в деревне 3 двора, а на карте 1842 года Топай-Кемельчи обозначен условным знаком «малая деревня», то есть, менее 5 дворов.
В 1860-х годах, после земской реформы Александра II, деревню включили в состав Айбарской волости. В «Списке населённых мест Таврической губернии по сведениям 1864 года», составленном по результатам VIII ревизии 1864 года, Топай-Кемельчи — владельческая татарская деревня, с 8 дворами, 72 жителями и мечетью при балке Карауле По обследованиям профессора А. Н. Козловского начала 1860-х годов, вода в колодцах деревни была пресная, а их глубина составляла 10—15 саженей (21—32 м). На трёхверстовой карте Шуберта в деревне обозначено 11 дворов). Согласно «Памятной книге Таврической губернии 1889 года», по результатам Х ревизии 1887 года, в деревне Топай-Кемельчи Григорьевской волости числилось 11 дворов и 59 жителей.
После земской реформы 1890 года деревню отнесли к Александровской волости, но в «…Памятной книжке Таврической губернии на 1892 год» Топай-Кемельчи не записан, а, согласно «…Памятной книжке Таврической губернии на 1900 год» в деревне Тонай-Кемельчи на 1362 десятинах земли, принадлежащей неким Кузьминым, числилось 95 жителей в 2 домохозяйствах. По Статистическому справочнику Таврической губернии. Ч.II-я. Статистический очерк, выпуск пятый Перекопский уезд, 1915 год, в деревне Топай-Кемельчи Александровской волости Перекопского уезда числилось 9 дворов (5 дворов с землёй, 4 — безземельные) с эстонским населением в количестве 22 человек приписных жителей и 37 — «посторонних», из которых 31 мужчина и 28 женщин. Жители владели 490 десятинами удобной земли. В хозяйствах имелось 41 лошадь, 16 волов, 23 коровы и 248 голов мелкого скота.. В деревне Топай-Кемельчи (отруба) — 7 дворов (все дворы с землёй) с русским населением — 30 человек приписных жителей, из которых 16 мужчин и 14 женщин. Жители владели 138 десятинами удобной земли. В хозяйствах имелось 23 лошади, 10 коров и 26 голов мелкого скота.
После установления в Крыму Советской власти, по постановлению Крымревкома от 8 января 1921 года № 206 «Об изменении административных границ» была упразднена волостная система и в составе Джанкойского уезда был создан Джанкойский район. В 1922 году уезды преобразовали в округа. На карте Крымского статистического управления 1922 года обозначены — хутор Карач-Барач и, рядом, хутор Карач, более не встречающийся. 11 октября 1923 года, согласно постановлению ВЦИК, в административное деление Крымской АССР были внесены изменения, в результате которых округа были ликвидированы, основной административной единицей стал Джанкойский район и село включили в его состав Согласно Списку населённых пунктов Крымской АССР по Всесоюзной переписи 17 декабря 1926 года, в селе Топай-Кемельчи (Казённый участок), Сеит-Булатского сельсовета Джанкойского района, числилось 16 дворов, все крестьянские, население составляло 52 человека, из них 37 татар, 12 эстонцев, 2 немца и 1 записан в графе «прочие». На одноимённом хуторе было 3 двора, 18 человек все украинцы. В последний раз в доступных источниках село встречается на двухкилометровке РККА 1942 года.